# Fenouillet (Pyrénées-Orientales)
Pour les articles homonymes, voir Fenouillet.
Fenouillet  ou Fenolhet en occitan est une commune française située dans le nord du département des Pyrénées-Orientales, en région Occitanie. Sur le plan historique et culturel, la commune est dans le Fenouillèdes, une dépression allongée entre les Corbières et les massifs pyrénéens recouvrant la presque totalité du bassin de l'Agly.
Exposée à un climat océanique altéré, elle est drainée par le ruisseau de Saint-Jaume et par un autre cours d'eau. La commune possède un patrimoine naturel remarquable : deux sites Natura 2000 (les « Basses Corbières » et le « pays de Sault ») et cinq zones naturelles d'intérêt écologique, faunistique et floristique.
Fenouillet est une commune rurale qui compte 96 habitants en 2022, après avoir connu un pic de population de 277 habitants en 1856. Ses habitants sont appelés les Fénolhetencs ou  Fénolhetencques.

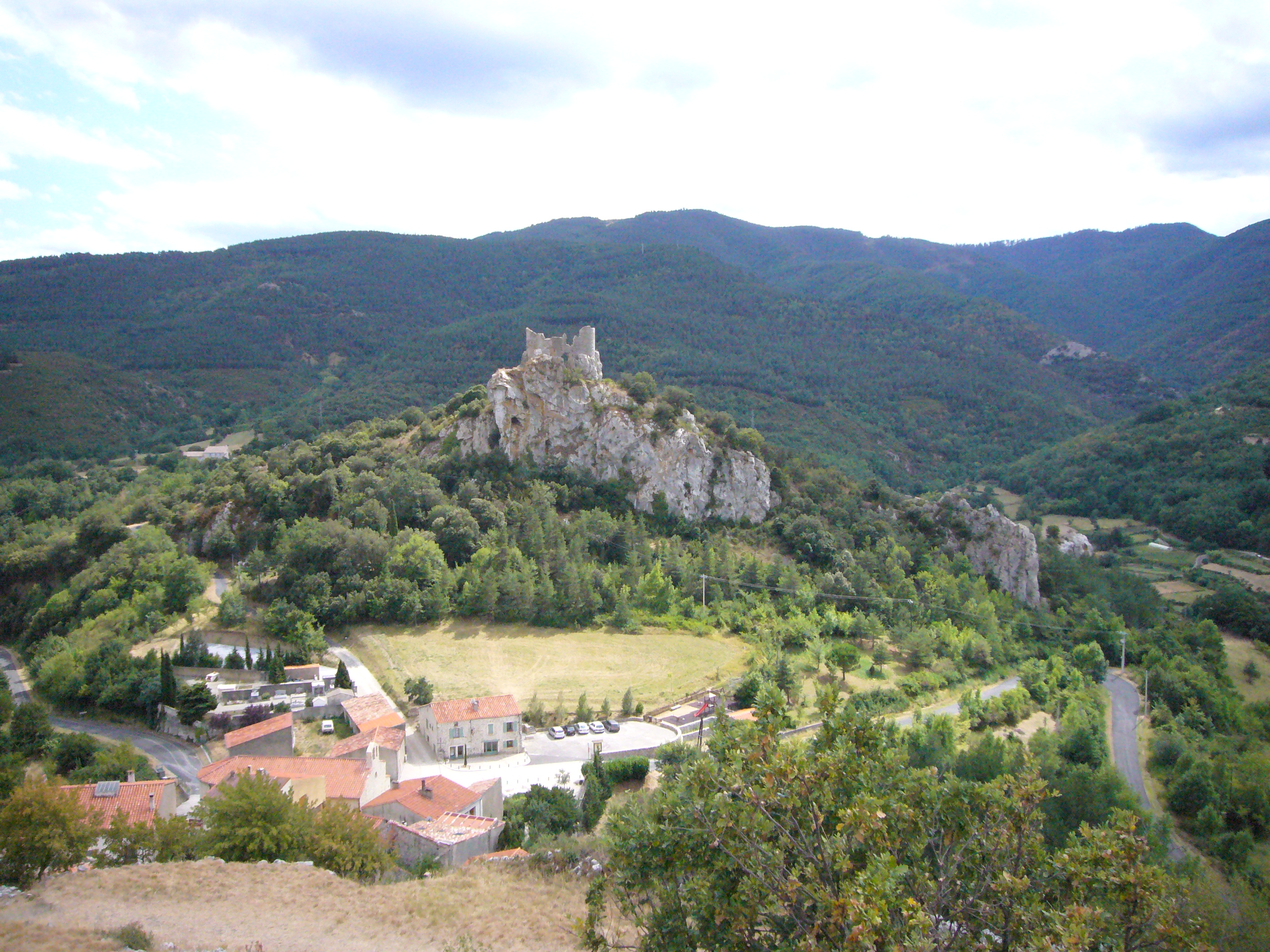
Fenouillet et le Castel Sabarda.

## Géographie

### Localisation
La commune de Fenouillet se trouve dans le département des Pyrénées-Orientales, en région Occitanie.
Elle se situe à 43 km à vol d'oiseau de Perpignan, préfecture du département, à 20 km de Prades, sous-préfecture, et à 40 km de Rivesaltes, bureau centralisateur du canton de la Vallée de l'Agly dont dépend la commune depuis 2015 pour les élections départementales.
La commune fait en outre partie du bassin de vie de Quillan.
Les communes les plus proches sont : 
Caudiès-de-Fenouillèdes (2,2 km), Vira (3,7 km), Fosse (4,2 km), Gincla (5,6 km), Prugnanes (5,6 km), Salvezines (6,2 km), Le Vivier (6,4 km), Puilaurens (6,4 km).
Sur le plan historique et culturel, Fenouillet fait partie du Fenouillèdes, une dépression allongée entre les Corbières et les massifs pyrénéens recouvrant la presque totalité du bassin de l'Agly. Ce territoire est culturellement une zone de langue occitane.

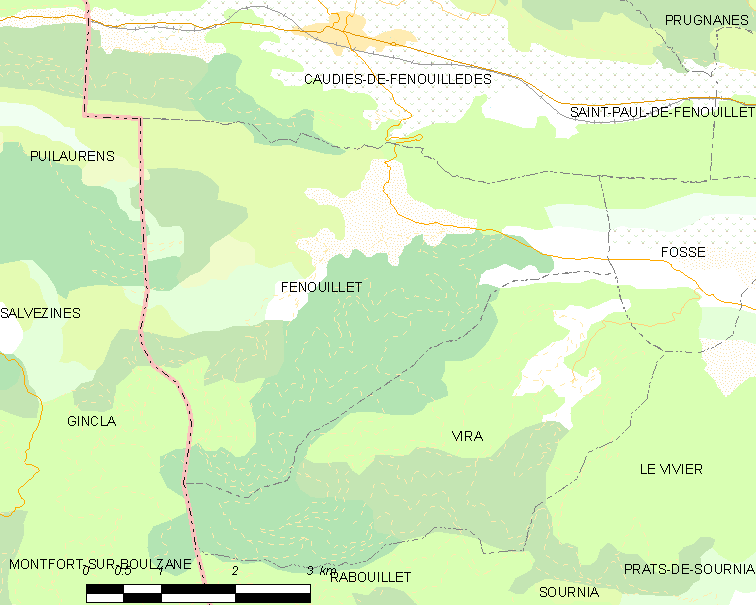
Situation de Fenouillet.

|                   | Caudiès-de-Fenouillèdes |       |
| Puilaurens (Aude) | Fenouillet              | Fosse |
| Gincla (Aude)     | Vira                    |       |

### Géologie et relief

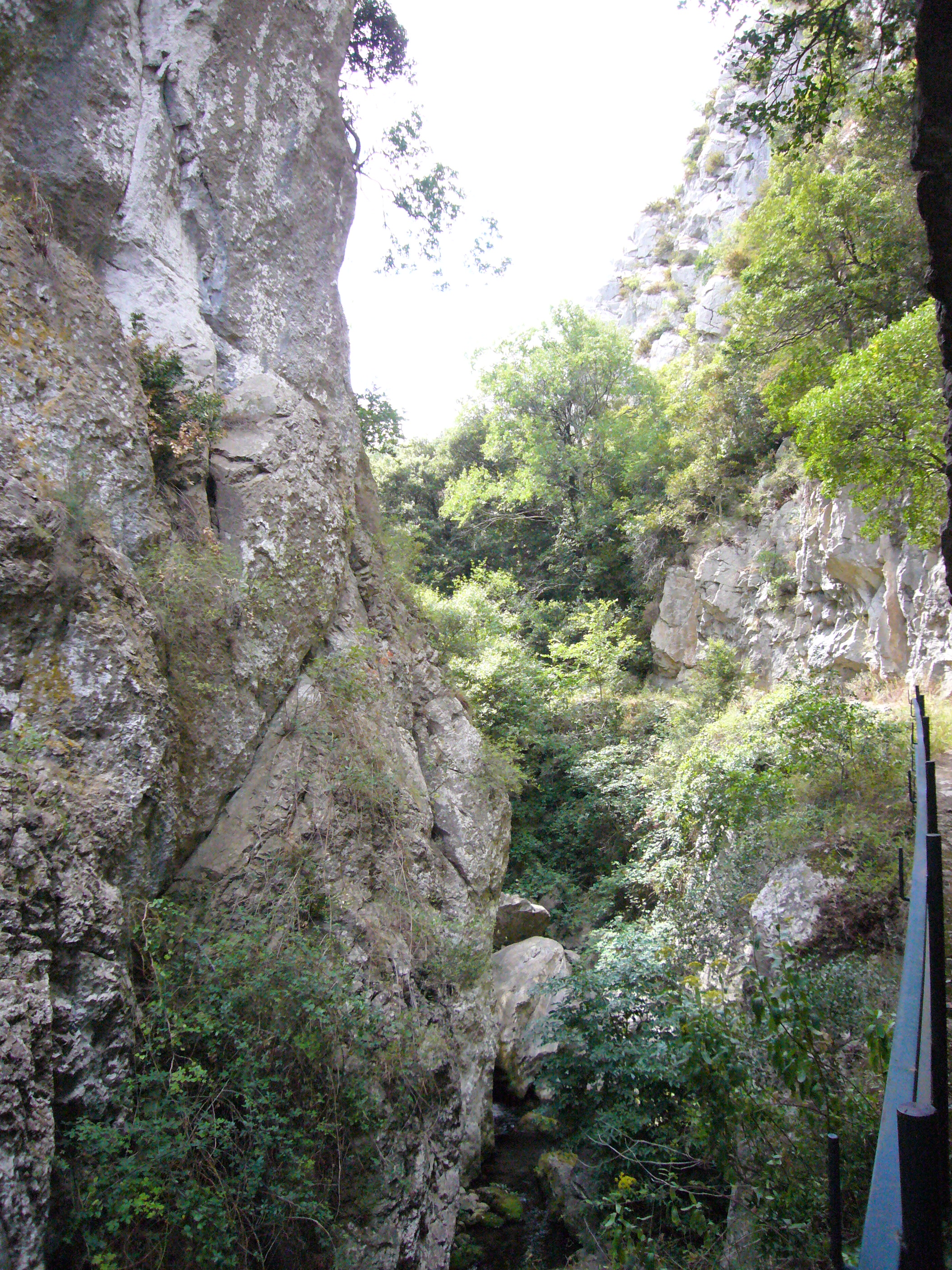
Les gorges de Saint-Jaume.

La commune est classée en zone de sismicité 3, correspondant à une sismicité modérée.

### Climat
Pour des articles plus généraux, voir Climat de l'Occitanie et Climat des Pyrénées-Orientales.
En 2010, le climat de la commune est de type climat méditerranéen altéré, selon une étude du CNRS s'appuyant sur une série de données couvrant la période 1971-2000. En 2020, Météo-France publie une typologie des climats de la France métropolitaine dans laquelle la commune est exposée à un climat de montagne ou de marges de montagne et est dans la région climatique Pyrénées orientales, caractérisée par une faible pluviométrie, un très bon ensoleillement (2 600 h/an), un air sec, particulièrement en hiver et peu de brouillards.
Pour la période 1971-2000, la température annuelle moyenne est de 12,4 °C, avec une amplitude thermique annuelle de 14,9 °C. Le cumul annuel moyen de précipitations est de 964 mm, avec 8,4 jours de précipitations en janvier et 4,7 jours en juillet. Pour la période 1991-2020, la température moyenne annuelle observée sur la station météorologique la plus proche, située sur la commune de Saint-Paul-de-Fenouillet à 10 km à vol d'oiseau, est de 14,7 °C et le cumul annuel moyen de précipitations est de 765,9 mm,. Pour l'avenir, les paramètres climatiques de la commune estimés pour 2050 selon différents scénarios d'émission de gaz à effet de serre sont consultables sur un site dédié publié par Météo-France en novembre 2022.

### Milieux naturels et biodiversité

#### Réseau Natura 2000

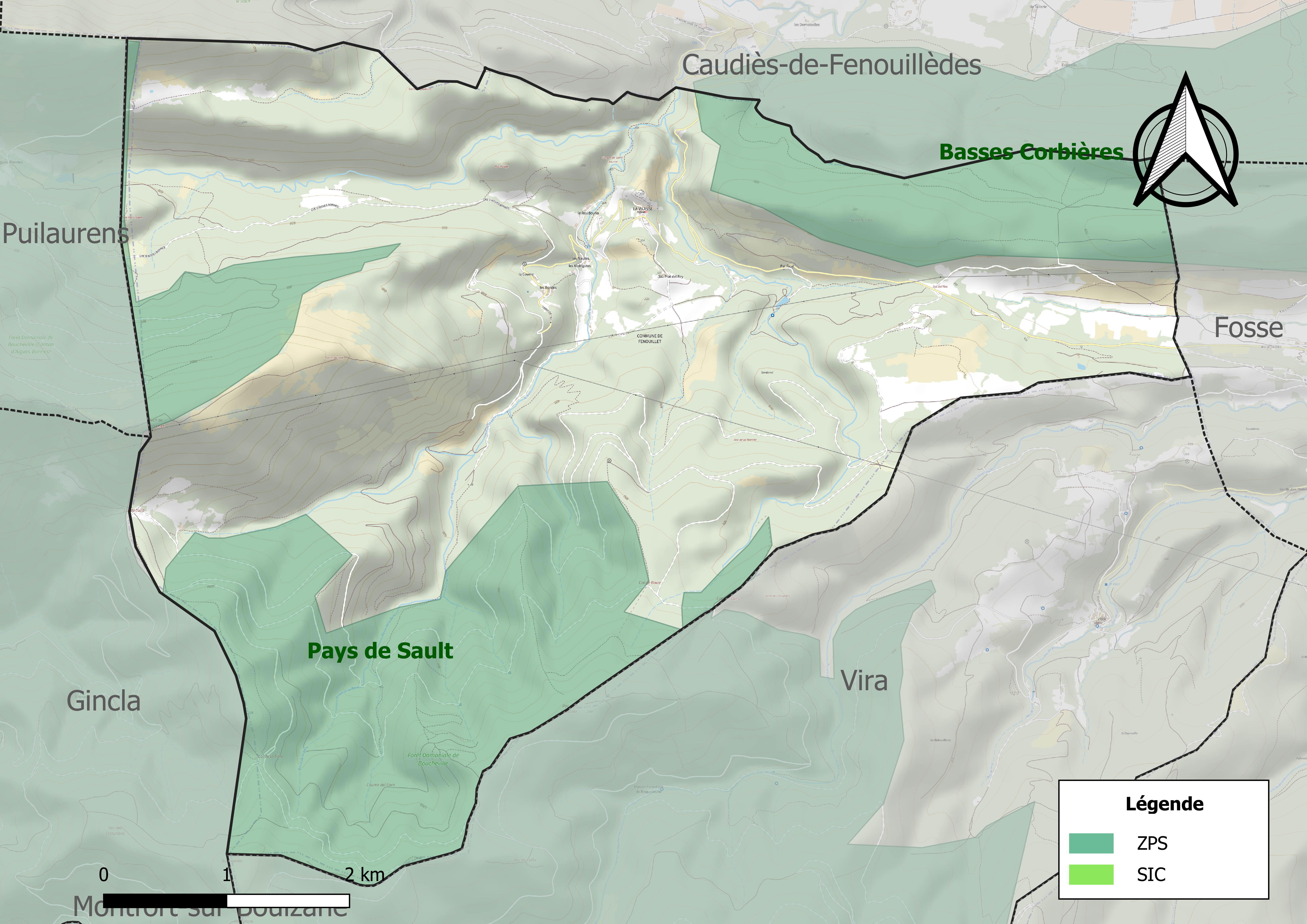
Sites Natura 2000 sur le territoire communal.

Le réseau Natura 2000 est un réseau écologique européen de sites naturels d'intérêt écologique élaboré à partir des directives habitats et oiseaux, constitué de zones spéciales de conservation (ZSC) et de zones de protection spéciale (ZPS).
```
sites Natura 2000 ont été définis sur la commune au titre de la directive oiseaux
[
16
]
 :  
```

- les « basses Corbières », d'une superficie de 29 495 ha, sont un site important pour la conservation des rapaces : l'Aigle de Bonelli, l'Aigle royal, le Grand-duc d’Europe, le Circaète Jean-le-Blanc, le Faucon pèlerin, le Busard cendré, l'Aigle botté[17] ;
- le « pays de Sault », d'une superficie de 71 499 ha, présente une grande diversité d'habitats pour les oiseaux. On y rencontre donc aussi bien les diverses espèces de rapaces rupestres, en particulier les vautours dont les populations sont en augmentation, que les passereaux des milieux ouverts (bruant ortolan, alouette lulu) et des espèces forestières comme le pic noir[18].

#### Zones naturelles d'intérêt écologique, faunistique et floristique
L’inventaire des zones naturelles d'intérêt écologique, faunistique et floristique (ZNIEFF) a pour objectif de réaliser une couverture des zones les plus intéressantes sur le plan écologique, essentiellement dans la perspective d’améliorer la connaissance du patrimoine naturel national et de fournir aux différents décideurs un outil d’aide à la prise en compte de l’environnement dans l’aménagement du territoire.
Deux ZNIEFF de type 1 sont recensées sur la commune :
le « pech dels Escarabaters et forêt domaniale d'Aigues-Bonnes » (907 ha), couvrant 4 communes dont trois dans l'Aude et une dans les Pyrénées-Orientales et 
la « serre d'Alquières » (360 ha), couvrant 3 communes dont une dans l'Aude et deux dans les Pyrénées-Orientales
et trois ZNIEFF de type 2, : 
- les « Fenouillèdes audois » (12 141 ha), couvrant 13 communes dont 11 dans l'Aude et deux dans les Pyrénées-Orientales[22] ;
- la « forêt de Boucheville » (4 928 ha), couvrant 8 communes dont deux dans l'Aude et six dans les Pyrénées-Orientales[23] ;
- le « massif du Fenouillèdes » (34 157 ha), couvrant 40 communes dont une dans l'Aude et 39 dans les Pyrénées-Orientales[24].

Carte des ZNIEFF de type 1 et 2 à Fenouillet.
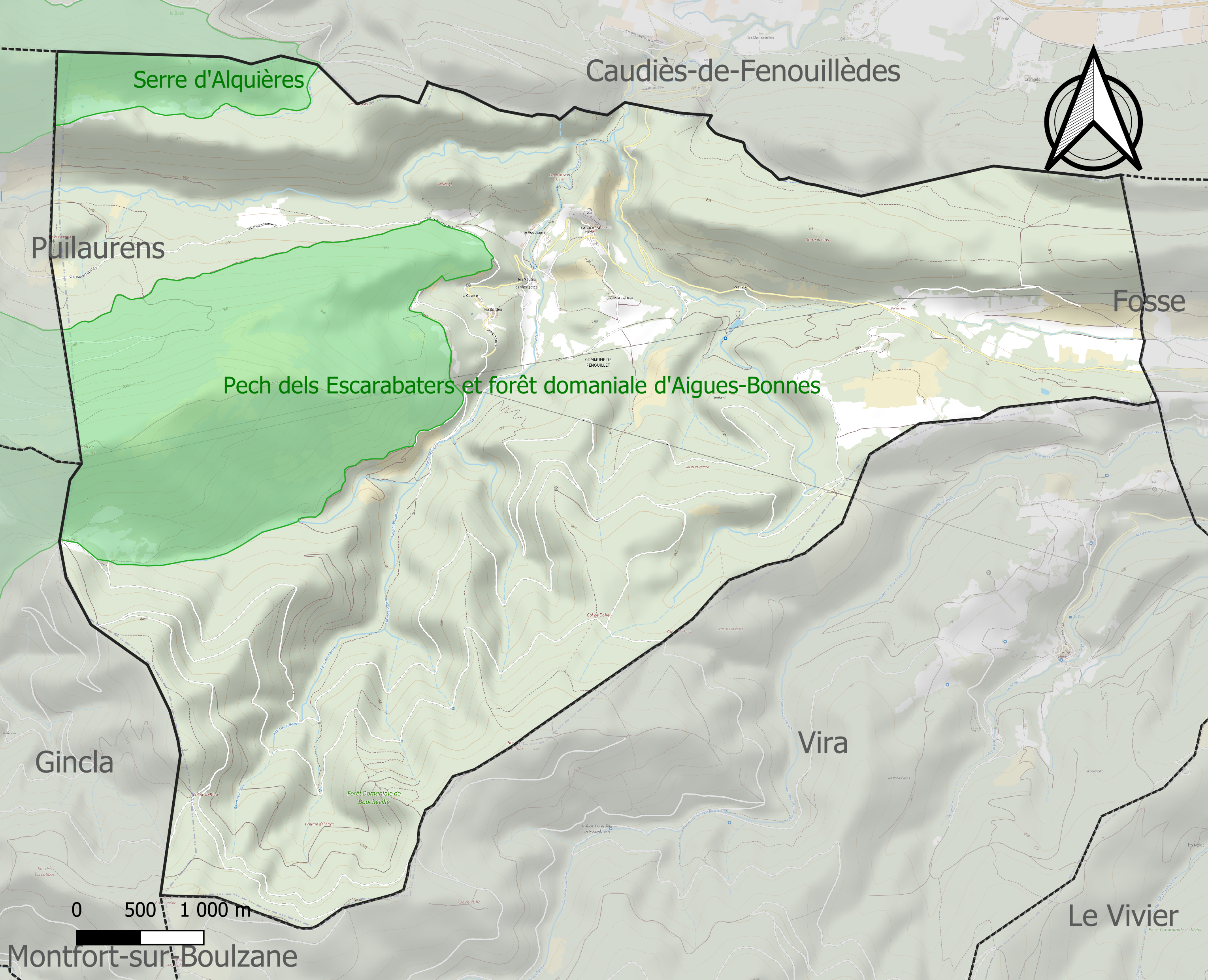
Carte des ZNIEFF de type 1 sur la commune.
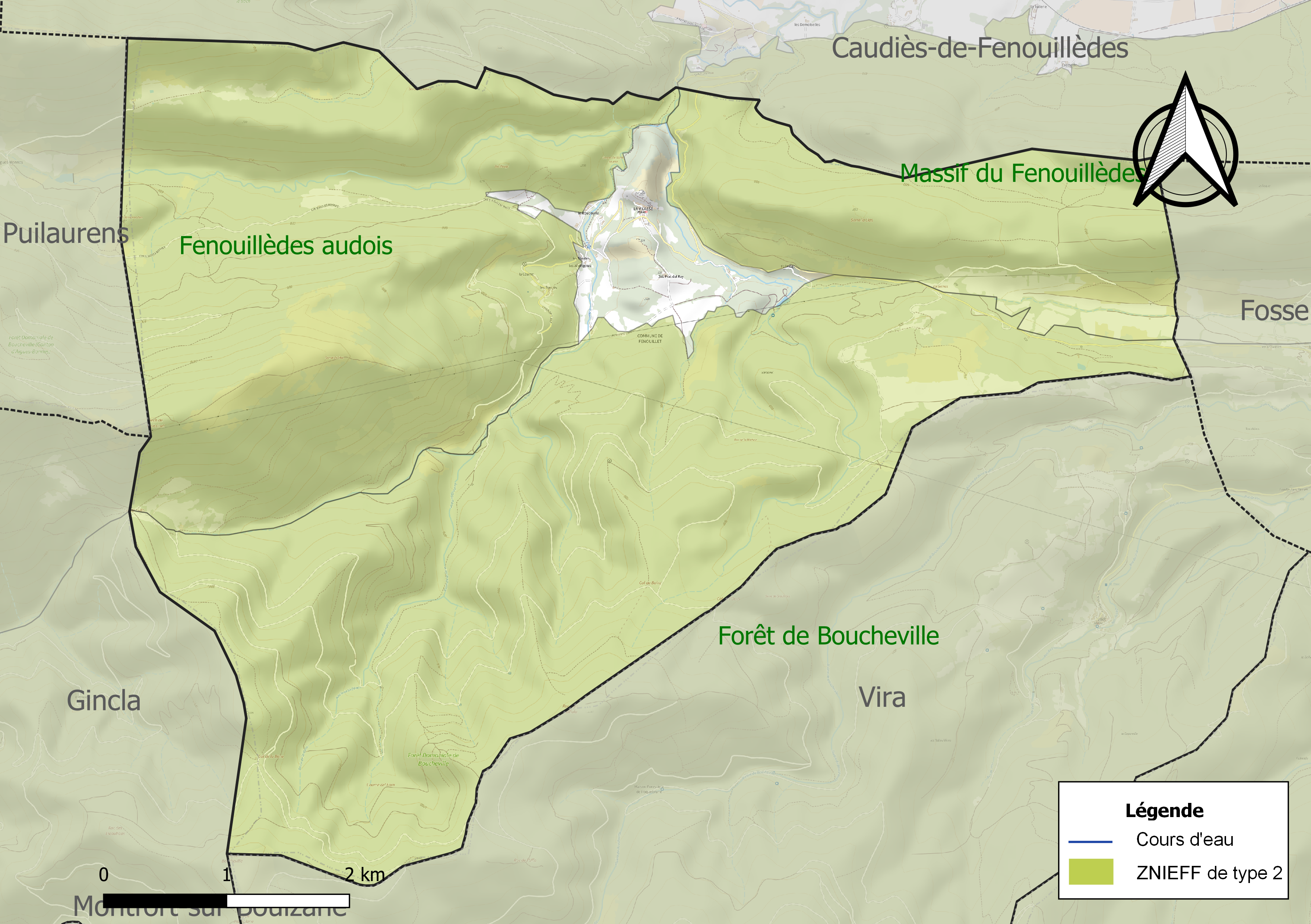
Carte des ZNIEFF de type 2 sur la commune.

## Urbanisme

### Typologie
Au 1er janvier 2024, Fenouillet est catégorisée commune rurale à habitat dispersé, selon la nouvelle grille communale de densité à sept niveaux définie par l'Insee en 2022.
Elle est située hors unité urbaine et hors attraction des villes,.

### Occupation des sols
L'occupation des sols de la commune, telle qu'elle ressort de la base de données européenne d’occupation biophysique des sols Corine Land Cover (CLC), est marquée par l'importance des forêts et milieux semi-naturels (87,2 % en 2018), en augmentation par rapport à 1990 (85,6 %). La répartition détaillée en 2018 est la suivante : 
forêts (58,9 %), milieux à végétation arbustive et/ou herbacée (27 %), zones agricoles hétérogènes (12,7 %), espaces ouverts, sans ou avec peu de végétation (1,4 %). L'évolution de l’occupation des sols de la commune et de ses infrastructures peut être observée sur les différentes représentations cartographiques du territoire : la carte de Cassini (XVIIIe siècle), la carte d'état-major (1820-1866) et les cartes ou photos aériennes de l'IGN pour la période actuelle (1950 à aujourd'hui).

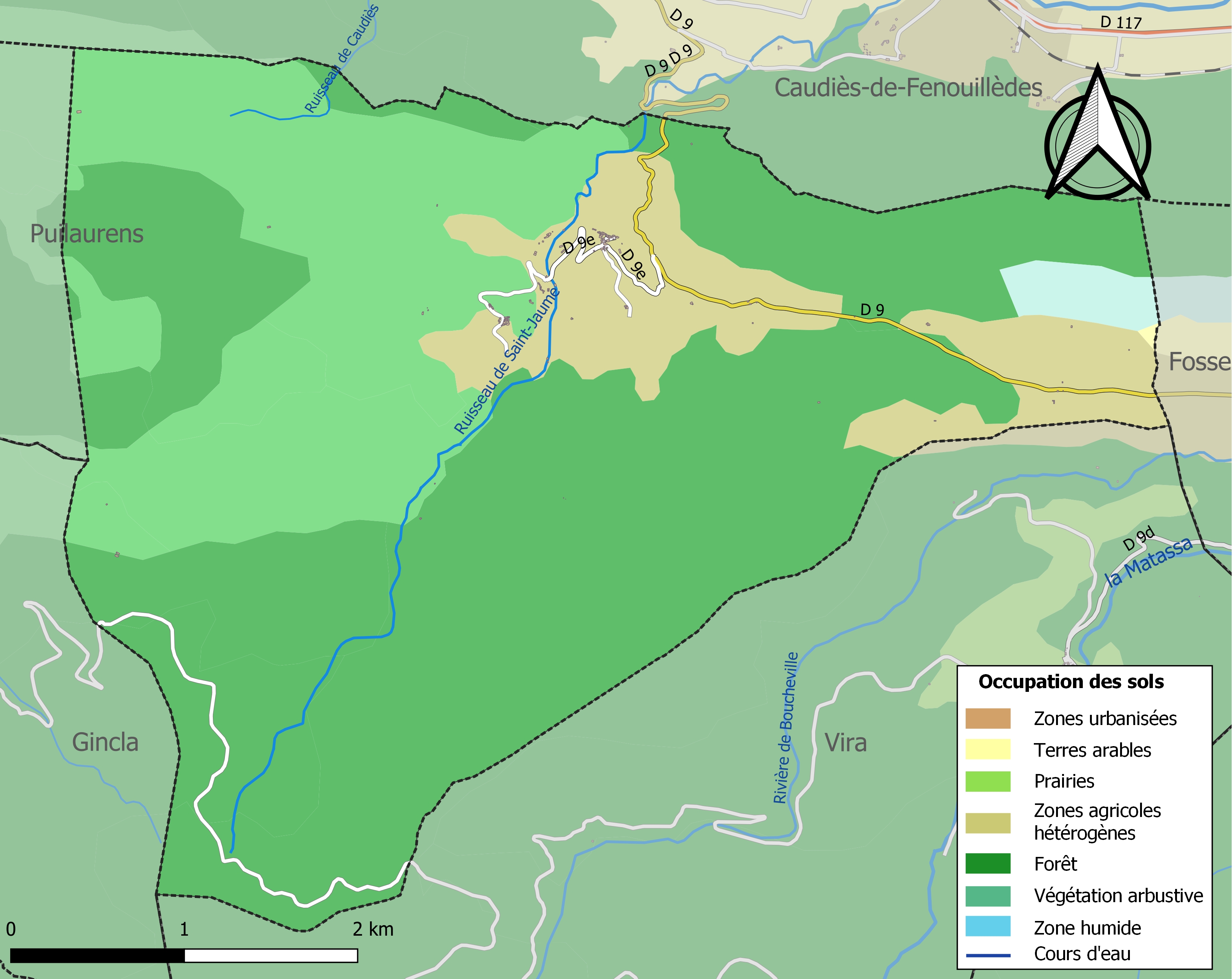
Carte des infrastructures et de l'occupation des sols de la commune en 2018 (CLC).

### Risques majeurs
Le territoire de la commune de Fenouillet est vulnérable à différents aléas naturels : inondations, climatiques (grand froid ou canicule), feux de forêts, mouvements de terrains et séisme (sismicité modérée). Il est également exposé à un risque particulier, le risque radon,.

#### Risques naturels
Certaines parties du territoire communal sont susceptibles d’être affectées par le risque d’inondation par crue torrentielle de cours d'eau du bassin de l'Agly.
Les mouvements de terrains susceptibles de se produire sur la commune sont soit des mouvements liés au retrait-gonflement des argiles, soit des glissements de terrains, soit des chutes de blocs, soit des effondrements liés à des cavités souterraines. Une cartographie nationale de l'aléa retrait-gonflement des argiles permet de connaître les sols argileux ou marneux susceptibles vis-à-vis de ce phénomène. L'inventaire national des cavités souterraines permet par ailleurs de localiser celles situées sur la commune.

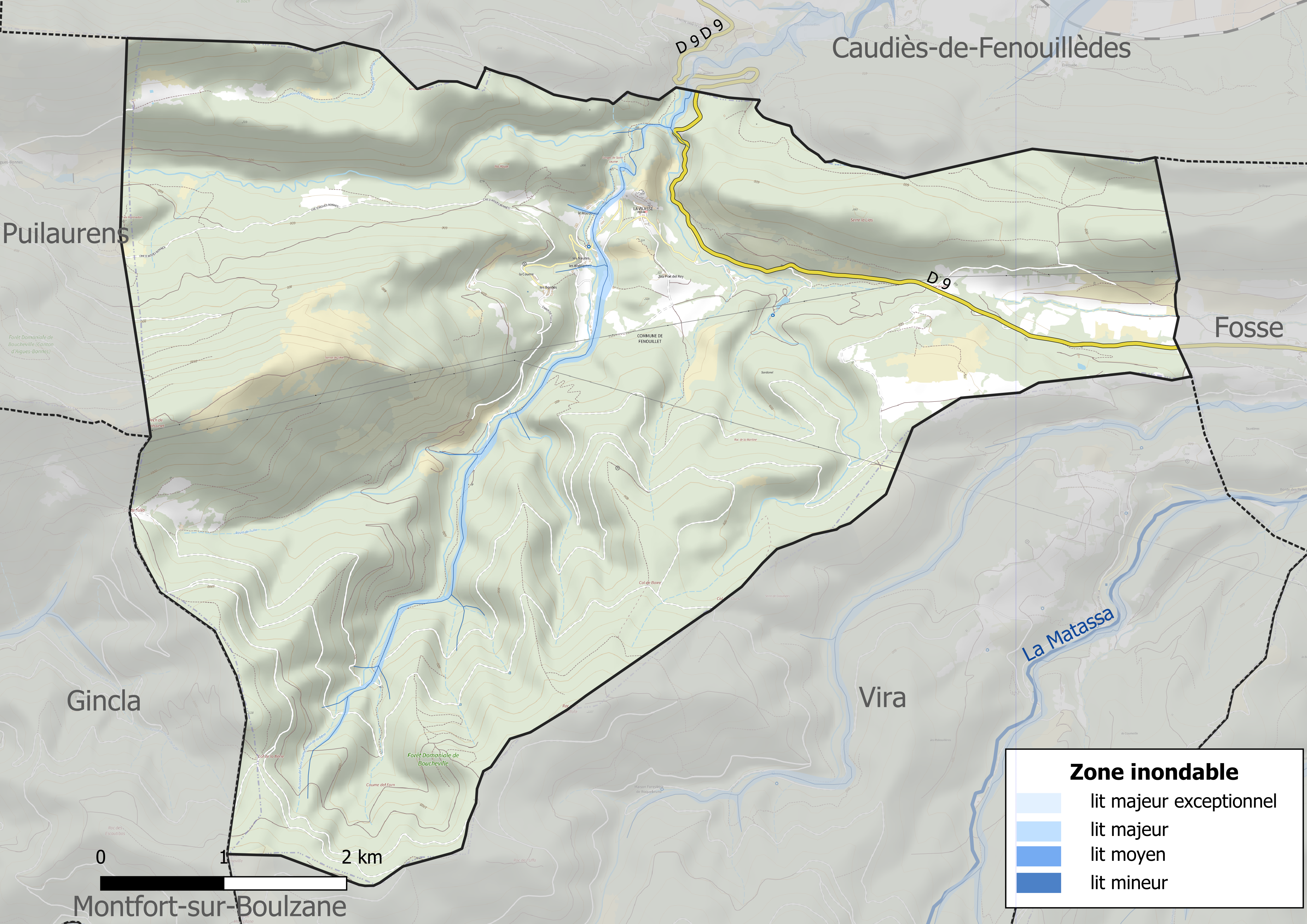
Carte des zones inondables.
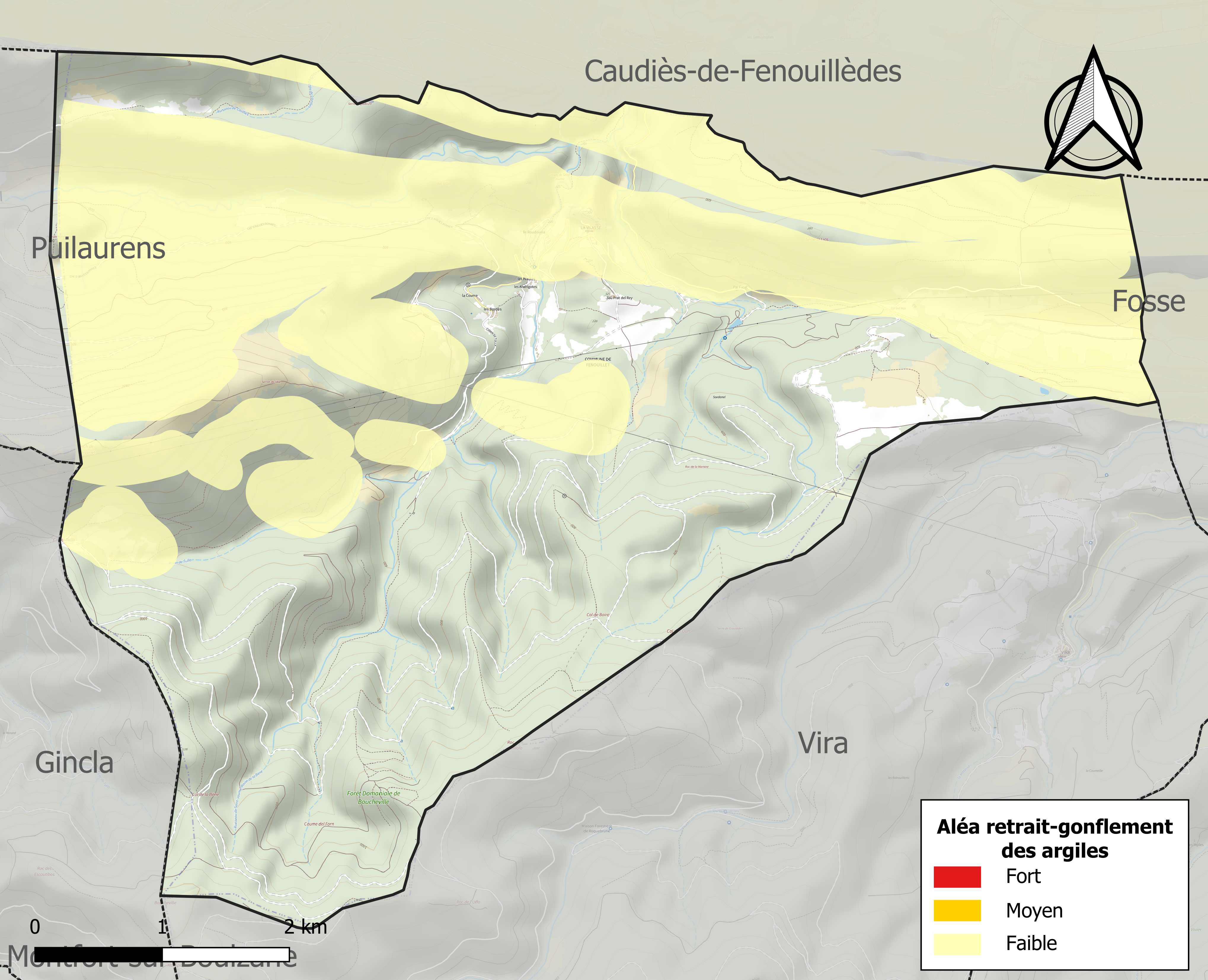
Carte des zones d'aléa retrait-gonflement des argiles.

#### Risque particulier
Dans plusieurs parties du territoire national, le radon, accumulé dans certains logements ou autres locaux, peut constituer une source significative d’exposition de la population aux rayonnements ionisants. Toutes les communes du département sont concernées par le risque radon à un niveau plus ou moins élevé. Selon la classification de 2018, la commune de Fenouillet est classée en zone 3, à savoir zone à potentiel radon significatif.

## Toponymie
Formes du nom
Le pays du Fenouillèdes est citée au IXe siècle sous les noms de Pagus Fenuletus et Pagus Fenioletense. Comme de nombreux pagus, il tire son nom du siège du pouvoir local. Le lieu de Fenouillet lui-même n'est cependant mentionné qu'au XIe siècle sous le nom de Castellum Fenolieto, puis au XIIe siècle sous les formes de Castrum de Fenolet et de Rocha, Fonolet et Fenoleto. On rencontre ensuite Fenoletum, Fenolleto et Faynolleto au XIIIe siècle, suivi de Fenollet et Fonollet au XIVe siècle. À partir du XVIIIe siècle, on trouve les formes Fenouillet et Fenouilhet.
De nos jours, le nom de la commune est Fenolhet en occitan.
Étymologie
Le terme fenoll, issu du latin populaire fenuculus (« petit foin ») a donné le français fenouil, l'occitan fenolh et le catalan fenoll ou fonoll. Suivi du suffixe collectif -etum, devenu -et, le nom de Fenolhet ou Fenollet désigne un endroit ou abonde le fenouil.

## Histoire
L'abbaye Saint-Pierre de Fenouillet est fondé vers 1006 par Bernard Taillefer, comte de Besalu et de Fenouillet. Ses privilèges sont confirmés par une bulle du pape Serge IV en 1011. En 1187 le monastère est érigé en archidiaconé de Fenouillèdes par l'archevêque de Narbonne Bernard Gaucelin.
Le château Saint-Pierre prend le nom du monastère ou d'une église qui le précédait et devient la capitale de la vicomté de Fenouillet au XIe siècle jusqu'à la disparition de la vicomté à la suite du Traité de Corbeil vers 1261.

## Politique et administration

### Liste des maires
| Période | Période  | Identité                           | Étiquette | Qualité |
| ------- | -------- | ---------------------------------- | --------- | ------- |
| 1790    | 1791     | Pierre Bès[réf. nécessaire]        |           |         |
| 1791    | 1793     | François Roucaché[réf. nécessaire] |           |         |
| 1793    | 1795     | Louis Mérou                        |           |         |
| 1795    | 1797     | Étienne Mérou                      |           |         |
| 1798    | 1807     | Baptiste Mérou                     |           |         |
| 1808    | 1821     | Pierre Mérou                       |           |         |
| 1821    | 1826     | Étienne Mérou                      |           |         |
| 1826    | 1831     | Pierre Mérou                       |           |         |
| 1831    | 1834     | Étienne Marsal                     |           |         |
| 1834    | 1848     | Joseph Jourda                      |           |         |
| 1848    | 1856     | Zacharie Mérou                     |           |         |
| 1857    | 1860     | Gabriel Marcerou                   |           |         |
| 1860    | 1871     | François Jourda                    |           |         |
| 1871    | 1874     | Étienne Mérou                      |           |         |
| 1874    | 1876     | François Jourda                    |           |         |
| 1876    | 1881     | Étienne Mérou                      |           |         |
| 1881    | 1892     | Joseph Balmigère                   |           |         |
| 1892    | 1895     | Benjamin Mérou                     |           |         |
| 1895    | 1900     | Jules Jalibert                     |           |         |
| 1900    | 1904     | Joseph Balmigère                   |           |         |
| 1904    | 1908     | Augustin Bourrel                   |           |         |
| 1908    | 1915     | François Doumerg                   |           |         |
| 1915    | 1919     | Étienne Ribes                      |           |         |
| 1919    | 1925     | François Doumerg                   |           |         |
| 1925    | 1932     | François Pons                      |           |         |
| 1932    | 1935     | Pierre Mérou                       |           |         |
| 1935    | 1941     | Étienne Jalibert                   |           |         |
| 1941    | 1942     | Raymond Marcerou                   |           |         |
| 1942    | 1944     | Paul-Marcel Balmigère              |           |         |
| 1944    | 1947     | Raymond Marcerou                   |           |         |
| 1947    | 1983     | Marcel Utéza                       |           |         |
| 1983    | En cours | Jean-Louis Raynaud,                |           |         |

## Population et société

### Démographie ancienne
La population est exprimée en nombre de feux (f) ou d'habitants (H).
| 1709 | 1720 | 1788  | 1789 | 1790  |
| ---- | ---- | ----- | ---- | ----- |
| 33 f | 33 f | 162 H | 46 f | 165 H |

### Démographie contemporaine
L'évolution du nombre d'habitants est connue à travers les recensements de la population effectués dans la commune depuis 1793. Pour les communes de moins de 10 000 habitants, une enquête de recensement portant sur toute la population est réalisée tous les cinq ans, les populations de référence des années intermédiaires étant quant à elles estimées par interpolation ou extrapolation. Pour la commune, le premier recensement exhaustif entrant dans le cadre du nouveau dispositif a été réalisé en 2007.

En 2022, la commune comptait 96 habitants, en évolution de +11,63 % par rapport à 2016 (Pyrénées-Orientales : +3,92 %, France hors Mayotte : +2,11 %).
| 1793 | 1800 | 1806 | 1821 | 1831 | 1836 | 1841 | 1846 | 1851 |
| ---- | ---- | ---- | ---- | ---- | ---- | ---- | ---- | ---- |
| 168  | 142  | 193  | 232  | 241  | 228  | 244  | 251  | 257  |

| 1856 | 1861 | 1866 | 1872 | 1876 | 1881 | 1886 | 1891 | 1896 |
| ---- | ---- | ---- | ---- | ---- | ---- | ---- | ---- | ---- |
| 277  | 218  | 213  | 206  | 176  | 175  | 163  | 151  | 139  |

| 1901 | 1906 | 1911 | 1921 | 1926 | 1931 | 1936 | 1946 | 1954 |
| ---- | ---- | ---- | ---- | ---- | ---- | ---- | ---- | ---- |
| 128  | 130  | 126  | 124  | 109  | 82   | 77   | 68   | 72   |

| 1962 | 1968 | 1975 | 1982 | 1990 | 1999 | 2006 | 2007 | 2012 |
| ---- | ---- | ---- | ---- | ---- | ---- | ---- | ---- | ---- |
| 71   | 56   | 45   | 67   | 76   | 66   | 82   | 84   | 84   |

| 2017 | 2022 | - | - | - | - | - | - | - |
| ---- | ---- | - | - | - | - | - | - | - |
| 89   | 96   | - | - | - | - | - | - | - |

| selon la population municipale des années : | 1968 | 1975 | 1982 | 1990 | 1999 | 2006 | 2009 | 2013 |
| Rang de la commune dans le département      | 171  | 213  | 176  | 177  | 188  | 188  | 188  | 189  |
| Nombre de communes du département           | 232  | 217  | 220  | 225  | 226  | 226  | 226  | 226  |

### Enseignement
Il n'y a pas d'école à Fenouillet.

### Manifestations culturelles et festivités
- Fête patronale : 14 juillet[45] ;
- Fête communale : 30 novembre[45].

## Économie

### Emploi
|                | 2008   | 2013   | 2018   |
| -------------- | ------ | ------ | ------ |
| Commune        | 9,8 %  | 3,3 %  | 16,1 % |
| Département    | 10,3 % | 12,9 % | 13,3 % |
| France entière | 8,3 %  | 10 %   | 10 %   |

En 2018, la population âgée de 15 à 64 ans s'élève à 56 personnes, parmi lesquelles on compte 69,6 % d'actifs (53,6 % ayant un emploi et 16,1 % de chômeurs) et 30,4 % d'inactifs,. En  2018, le taux de chômage communal (au sens du recensement) des 15-64 ans est supérieur à celui de la France et du département, alors qu'il était inférieur à celui du département en 2008.
La commune est hors attraction des villes,. Elle compte 15 emplois en 2018, contre 14 en 2013 et 13 en 2008. Le nombre d'actifs ayant un emploi résidant dans la commune est de 30, soit un indicateur de concentration d'emploi de 50,1 % et un taux d'activité parmi les 15 ans ou plus de 50 %.
Sur ces 30 actifs de 15 ans ou plus ayant un emploi, 14 travaillent dans la commune, soit 47 % des habitants. Pour se rendre au travail, 80 % des habitants utilisent un véhicule personnel ou de fonction à quatre roues, 3,3 % les transports en commun, 10 % s'y rendent en deux-roues, à vélo ou à pied et 6,7 % n'ont pas besoin de transport (travail au domicile).

### Activités hors agriculture
5 établissements sont implantés  à Fenouillet au 31 décembre 2019.
Le secteur des activités spécialisées, scientifiques et techniques et des activités de services administratifs et de soutien est prépondérant sur la commune puisqu'il représente 40 % du nombre total d'établissements de la commune (2 sur les 5 entreprises implantées  à Fenouillet), contre 13 % au niveau départemental.

### Agriculture
|               | 1988 | 2000 | 2010 | 2020 |
| ------------- | ---- | ---- | ---- | ---- |
| Exploitations | 9    | 7    | 3    | 3    |
| SAU (ha)      | 103  | 84   | 24   | 159  |

La commune est dans les Fenouillèdes », une petite région agricole occupant le nord-ouest  du département des Pyrénées-Orientales. En 2020, l'orientation technico-économique de l'agriculture  sur la commune est la polyculture et/ou le polyélevage. Trois exploitations agricoles ayant leur siège dans la commune sont dénombrées lors du recensement agricole de 2020 (neuf en 1988). La superficie agricole utilisée est de 159 ha,,.

## Culture locale et patrimoine

### Monuments et lieux touristiques
- Le château vicomtal.
- Église Saint-Pierre de Fenouillet.
- Les ruines du château de Sabarda.
- Église Saint-André de la Vilasse. Hameau de  la Vilasse.
- Les gorges de Saint-Jaume.
- La forêt de Boucheville.

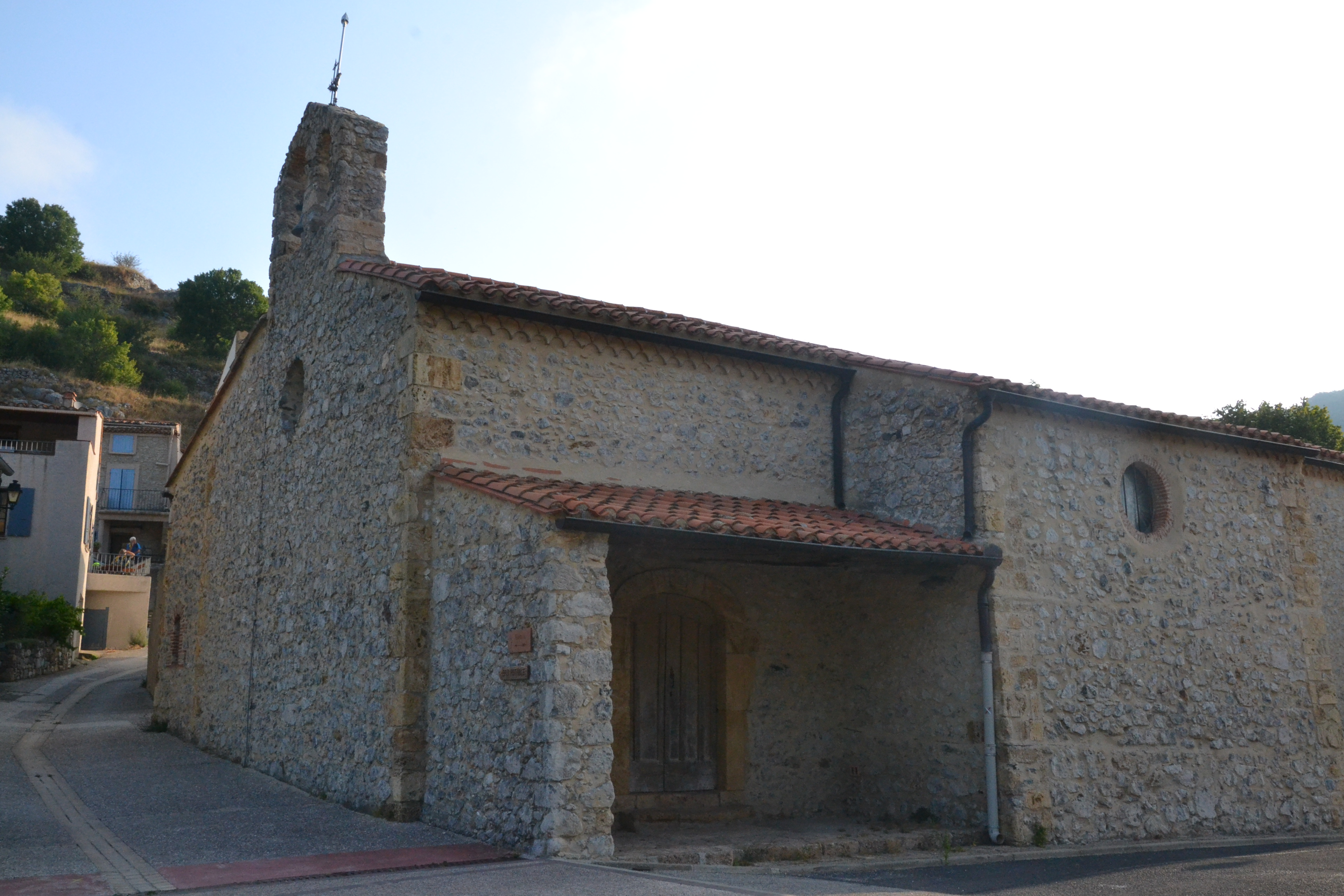
L'église Saint-André, à la Vilasse
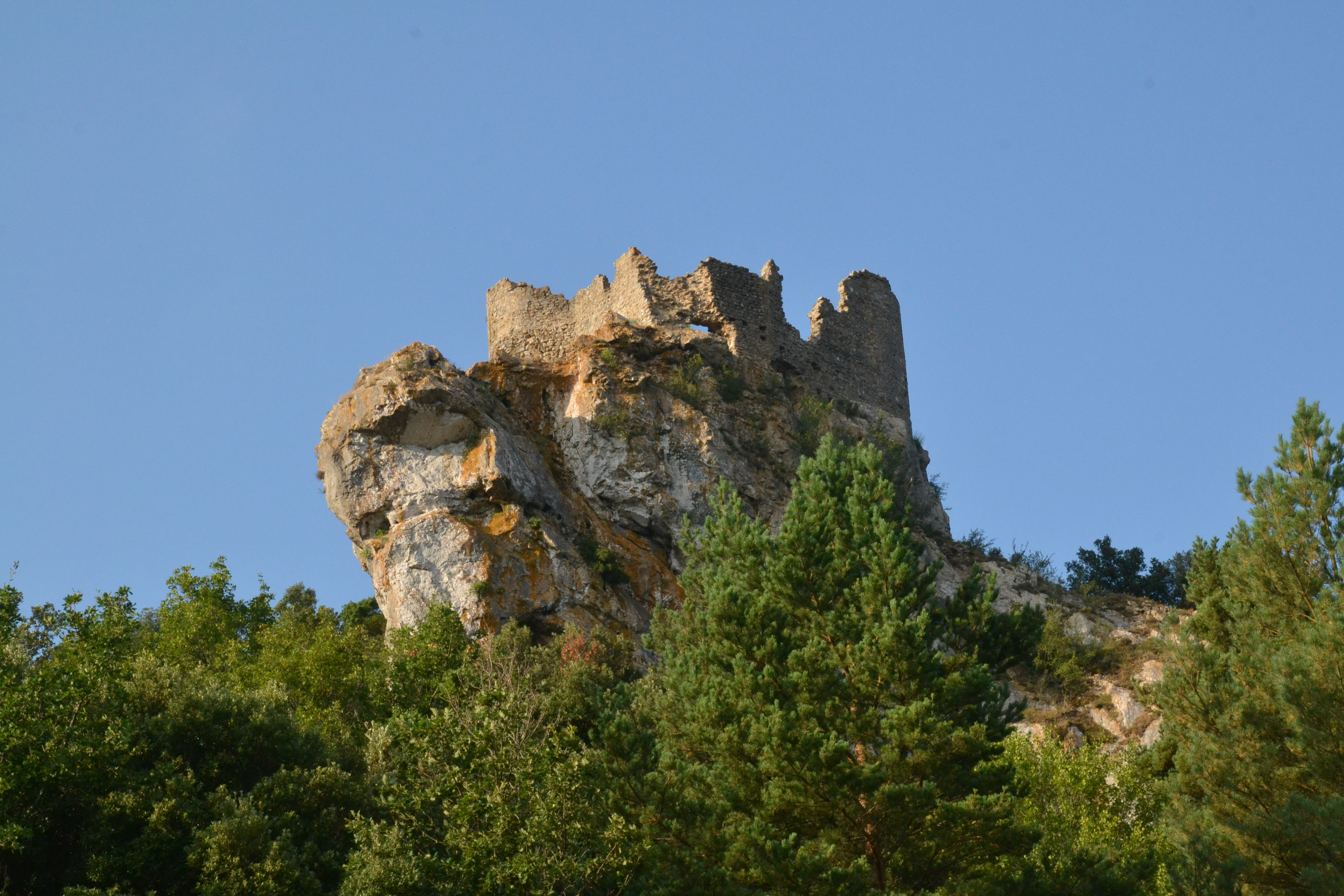
Ruines du Castel Sabarda
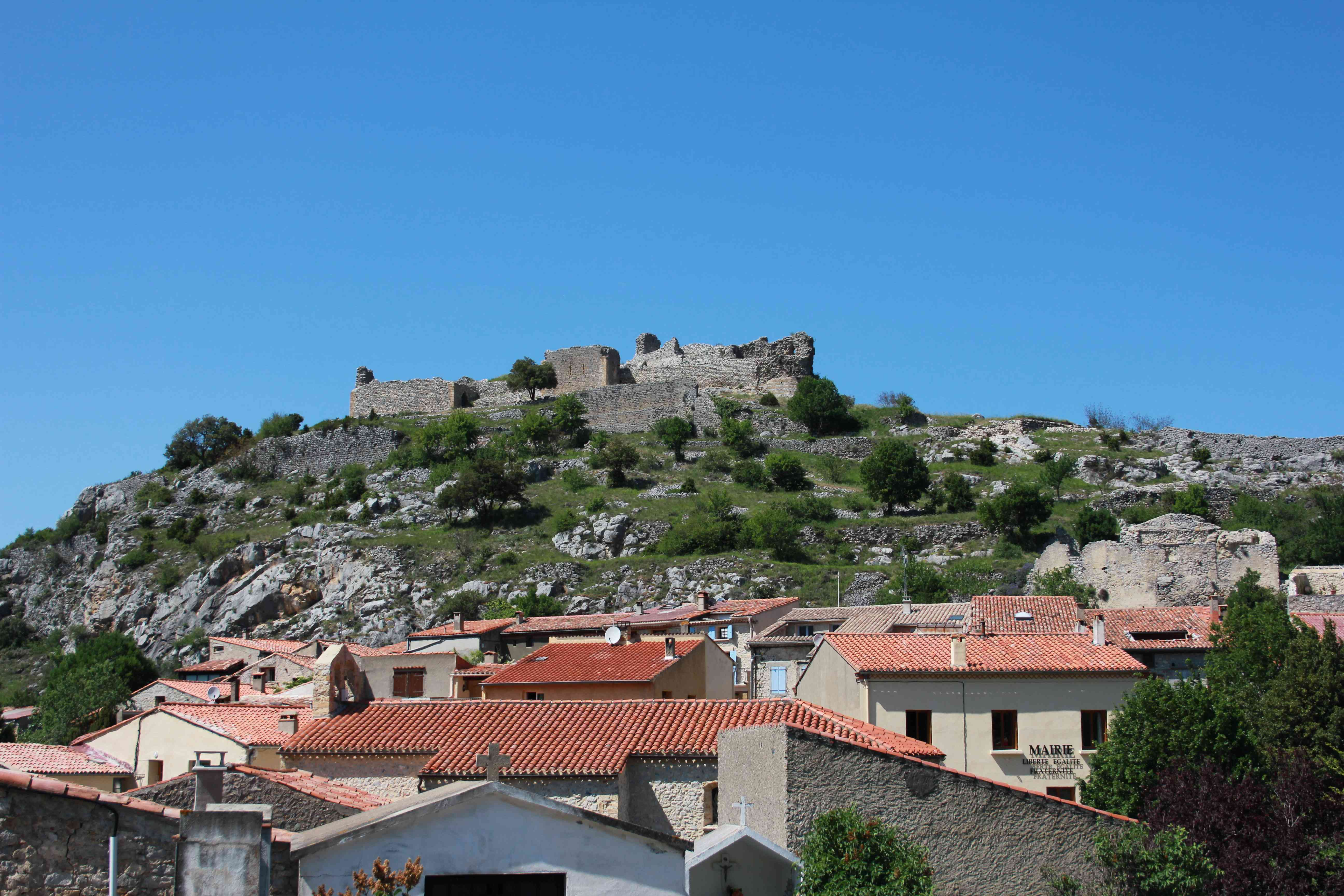
Ruines du château et de l'église Saint-Pierre
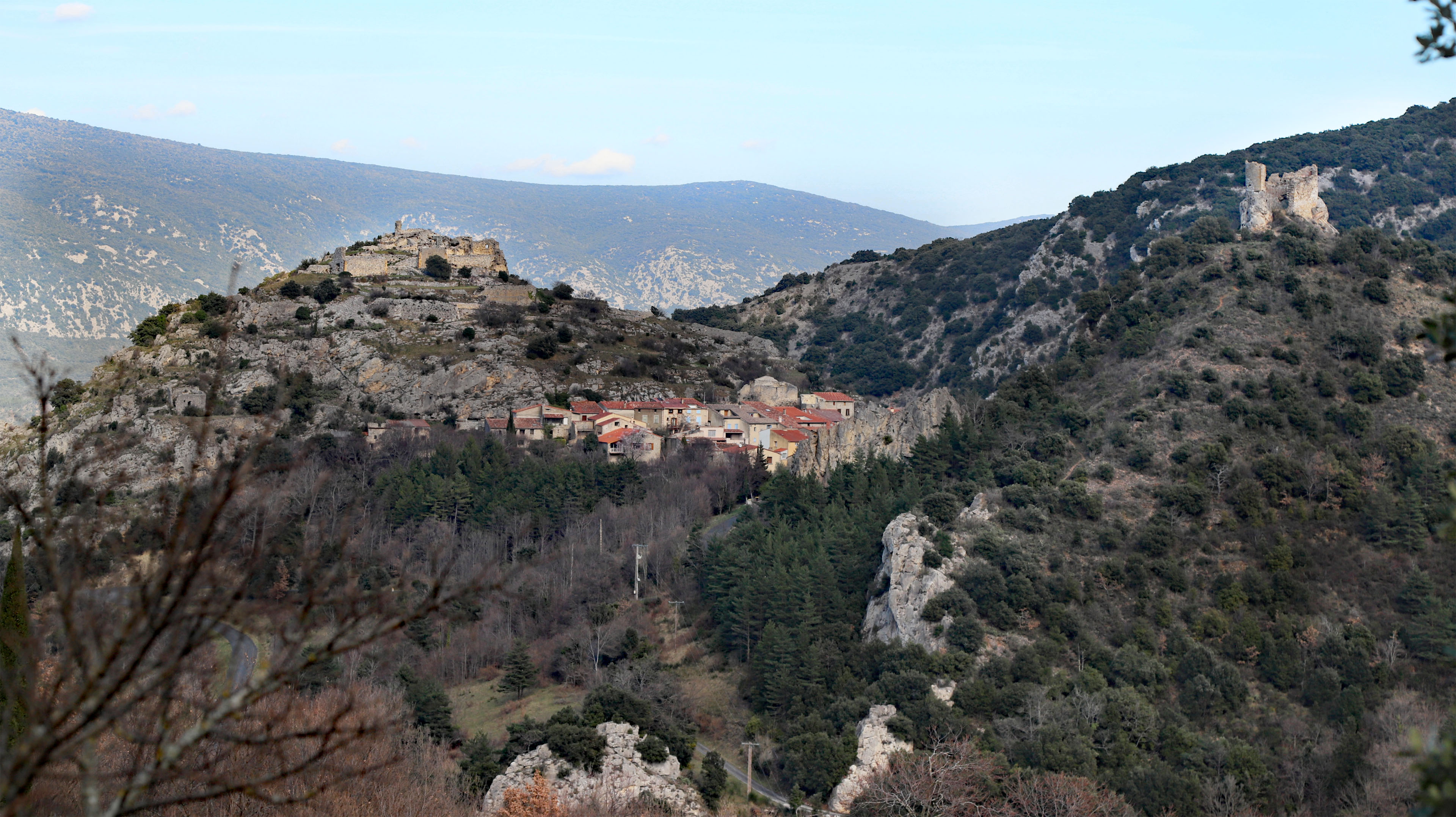
Le village et les deux châteaux.

### Héraldique
| Blason de Fenouillet | Blason  | Échiqueté d'or et d'azur.                        |
| Blason de Fenouillet | Détails | Le statut officiel du blason reste à déterminer. |